# Solitaire du Figaro 2021
Navigation
2020 2022
La Solitaire du Figaro 2021 est la 52e édition de la Solitaire du Figaro, une course à la voile en solitaire sur quatre étapes. Elle s'est déroulée du 22 août au 16 septembre 2021 avec une arrivée du dernier concurrent le 17 septembre, sur une distance théorique totale de 2 488 milles. L'épreuve compte pour le championnat de France de course au large en solitaire avec un coefficient de 6. Le département de Loire-Atlantique devient partenaire majeur de la course jusqu’en 2026.

## Faits marquants
Avant le départ
34 skippers de 7 nationalités y prennent part. Courant mars 2021, Vincent Riou annonce sa participation à la 52e édition, après 19 ans d'absence (4e place en 2002).
Course
Le départ est officiellement donné le 22 août 2021 peu après 18 heures (UTC+2) au large de Saint-Nazaire. Lors du premier départ, beaucoup de skippers franchissent la ligne avant le signal indiqué, ce qui amène l'organisation de course a procéder à un rappel général des concurrents afin de donner un second départ.
Arrivée

## Étapes
Les distances sont exprimées en milles nautiques (nm), soit 1 nm = 1,852 km.
| Position | Départ          | Arrivée         | Distance | Vainqueur                                           | Durée de course      |
| -------- | --------------- | --------------- | -------- | --------------------------------------------------- | -------------------- |
| 1        | Saint-Nazaire   | Lorient         | 689      | Xavier Macaire (Groupe SNEF)                        | 3 j 14 h 30 min 21 s |
| 2        | Lorient         | Fécamp          | 490      | Pierre Quiroga (Skipper Macif 2019)                 | 2 j 18 h 43 min 45 s |
| 3        | Fécamp          | Baie de Morlaix | 624      | Pierre Quiroga (Skipper Macif 2019)                 | 3 j 23 h 59 min 54 s |
| 4        | Baie de Morlaix | Saint-Nazaire   | 685      | Pierre Leboucher (GUYOT environnement – Ruban Rose) | 4 j 05 h 13 min 22 s |

### Première étape
La première étape s'est déroulée du 22 au 26 août, entre Saint-Nazaire et Lorient via les proximités de Royan et La Corogne, sur une distance de 689 milles.

#### Classement
Les données suivantes viennent en partie du site officiel de la course.
| Position | Navigateur navigatrice | Bateau                                      | Durée de course                | Écart 1er       | Écart précédent | Vitesse théorique | Distance parcourue |
| -------- | ---------------------- | ------------------------------------------- | ------------------------------ | --------------- | --------------- | ----------------- | ------------------ |
| 1er      | Xavier Macaire         | Groupe SNEF                                 | 3 j 14 h 30 min 21 s           |                 |                 | 7,96              | 721,87             |
| 2e       | Pierre Quiroga         | Skipper Macif 2019                          | 3 j 15 h 17 min 36 s           | 47 min 15 s     | 47 min 15 s     | 7,89              | 722,29             |
| 3e       | Tom Laperche           | Bretagne - CMB Performance                  | 3 j 15 h 58 min 25 s           | 1 h 28 min 04 s | 30 min 49 s     | 7,83              | 725,63             |
| 4e       | Corentin Horeau        | Mutuelle Bleue pour l’Institut Curie        | 3 j 16 h 06 min 44 s           | 1 h 36 min 23 s | 8 min 19 s      | 7,82              | 724,36             |
| 5e       | Pierre Leboucher       | GUYOT environnement - Ruban Rose            | 3 j 16 h 14 min 16 s           | 1 h 43 min 55 s | 7 min 32 s      | 7,81              | 723,77             |
| 6e       | Alexis Loison          | Region Normandie                            | 3 j 16 h 29 min 51 s           | 1 h 59 min 30 s | 16 min 35 s     | 7,79              | 724,32             |
| 7e       | Gildas Mahé            | Breizh Cola                                 | 3 j 16 h 34 min 40 s           | 2 h 04 min 19 s | 4 min 49 s      | 7,78              | 727,96             |
| 8e       | Gaston Morvan          | Bretagne - CMB Espoir                       | 3 j 16 h 44 min 23 s           | 2 h 14 min 02 s | 13 min 43       | 7,76              | 728,24             |
| 9e       | Élodie Bonafous        | Bretagne - CMB Océane                       | 3 j 16 h 45 min 03 s           | 2 h 14 min 42 s | 40 s            | 7,76              | 728,67             |
| 10e      | Tom Dolan              | Smurfit Kappa - Kingspan                    | 3 j 16 h 46 min 02 s           | 2 h 15 min 41 s | 59 s            | 7,76              | 725,87             |
| 11e      | Alexis Thomas          | La Charente Maritime                        | 3 j 16 h 52 min 02 s           | 2 h 21 min 41 s | 6 min           | 7,75              | 722,28             |
| 12e      | Achille Nebout         | Primeo Energie - Amarris                    | 3 j 16 h 53 min 14 s           | 2 h 22 min 53 s | 1 min 12 s      | 7,75              | 729,54             |
| 13e      | Fabien Delahaye        | Groupe Gilbert                              | 3 j 16 h 53 min 28 s           | 2 h 23 min 07 s | 14 s            | 7,75              | 730,89             |
| 14e      | Tanguy Le Turquais     | Queguiner - Innoveo                         | 3 j 17 h 03 min 33 s           | 2 h 33 min 12 s | 10 min 05 s     | 7,74              | 718,40             |
| 15e      | Erwan Le Draoulec      | Skipper Macif 2020                          | 3 j 17 h 11 min 37 s           | 2 h 41 min 16 s | 8 min 04 s      | 7,72              | 723,74             |
| 16e      | Martin Le Pape         | Gardons la vue                              | 3 j 17 h 12 min 24 s           | 2 h 42 min 03 s | 47 s            | 7,72              | 726,85             |
| 17e      | Eric Peron             | Gardons la vue                              | 3 j 17 h 19 min 52 s           | 2 h 49 min 31 s | 7 min 28 s      | 7,71              | 733,19             |
| 18e      | Jules Delpech          | Orcom                                       | 3 j 17 h 32 min 58 s           | 3 h 02 min 37 s | 13 min 06 s     | 7,69              | 726,66             |
| 19e      | Nils Palmieri          | Teamwork                                    | 3 j 17 h 33 min 41 s           | 3 h 03 min 20 s | 43 s            | 7,69              | 724,73             |
| 20e      | Charlotte Yven         | Team Vendée Formation                       | 3 j 17 h 44 min 19 s           | 3 h 13 min 58 s | 10 min 38 s     | 7,68              | 735,93             |
| 21e      | Robin Marais           | Ma chance moi aussi                         | 3 j 17 h 47 min 54 s           | 3 h 17 min 33 s | 3 min 35 s      | 7,67              | 731,76             |
| 22e      | Alan Roberts           | Seacat Services                             | 3 j 17 h 48 min 40 s           | 3 h 18 min 19 s | 46 s            | 7,67              | 733,50             |
| 23e      | Philippe Hartz         | Marine nationale - Fondation de la mer      | 3 j 18 h 26 min 53 s           | 3 h 56 min 32 s | 38 min 13 s     | 7,62              | 738,87             |
| 24e      | Damien Cloarec         | Saferail                                    | 3 j 18 h 33 min 21 s           | 4 h 03 min 00 s | 6 min 28 s      | 7,61              | 730,69             |
| 25e      | Violette Dorange       | Devenir                                     | 3 j 18 h 34 min 18 s           | 4 h 03 min 57 s | 57 s            | 7,61              | 747,07             |
| 26e      | Francesca Clapcich     | Fearless - State Street Marathon Sailing    | 3 j 18 h 57 min 54 s           | 4 h 27 min 33 s | 23 min 36 s     | 7,61              | 738,82             |
| 27e      | Estelle Greck          | Respimer                                    | 3 j 19 h 03 min 13 s           | 4 h 32 min 52 s | 5 min 19 s      | 7,57              | 731,04             |
| 28e      | Arthur Hubert          | MonAtoutEnergie.fr                          | 3 j 19 h 09 min 02 s           | 4 h 38 min 41 s | 5 min 49 s      | 7,56              | 738,66             |
| 29e      | Pep Costa              | Cybelle Vacances Team Play To B             | 3 j 19 h 55 min 32 s           | 5 h 25 min 11 s | 27 min 02 s     | 7,50              | 724,64             |
| 30e      | Marc Mallaret          | CTB - Contrôles techniques bateaux          | 3 j 19 h 28 min 30 s (+35 min) | 5 h 33 min 09 s | 7 min 58 s      | 7,53              | 738,52             |
| 31e      | Maël Garnier           | Ageas Team - Baie de Saint Brieuc           | 3 j 21 h 57 min 58 s           | 7 h 27 min 37 s | 1 h 54 min 28 s | 7,33              | 735,18             |
| 32e      | Jesse Fielding         | Opportunity - State Street Marathon Sailing | 3 j 22 h 06 min 44 s           | 7 h 36 min 23 s | 8 min 46 s      | 7,32              | 746,74             |
| 33e      | David Paul             | Just a drop                                 | Abandon                        |                 |                 |                   |                    |
| 33e      | Benoît Mariette        | Génération Sénoriales                       | Abandon                        |                 |                 |                   |                    |

### Deuxième étape
La deuxième étape s'est déroulée du 29 août au 1er septembre, entre Lorient et Fécamp par le Plateau de Rochebonne et le Raz de sein, sur une distance de 490 milles.

#### Classement
Les données suivantes viennent en partie du site officiel de la course.
| Position | Navigateur navigatrice | Bateau                                      | Durée de course      | Écart 1er       | Écart précédent | Vitesse théorique | Distance parcourue |
| -------- | ---------------------- | ------------------------------------------- | -------------------- | --------------- | --------------- | ----------------- | ------------------ |
| 1er      | Pierre Quiroga         | Skipper Macif 2019                          | 2 j 18 h 43 min 45 s |                 |                 | 7,34              | 556,00             |
| 2e       | Tom Laperche           | Bretagne - CMB Performance                  | 2 j 19 h 40 min 04 s | 56 min 19 s     | 56 min 19 s     | 7,24              | 560,92             |
| 3e       | Achille Nebout         | Primeo Energie - Amarris                    | 2 j 19 h 56 min 23 s | 1 h 12 min 38 s | 16 min 19 s     | 7,21              | 561,02             |
| 4e       | Gildas Mahé            | Breizh Cola                                 | 2 j 20 h 01 min 07 s | 1 h 17 min 22 s | 4 min 44 s      | 7,20              | 567,22             |
| 5e       | Gaston Morvan          | Bretagne - CMB Espoir                       | 2 j 20 h 08 min 22 s | 1 h 24 min 37 s | 7 min 15 s      | 7,19              | 559,88             |
| 6e       | Alexis Loison          | Region Normandie                            | 2 j 20 h 11 min 19 s | 1 h 27 min 34 s | 2 min 57 s      | 7,19              | 555,05             |
| 7e       | Fabien Delahaye        | Groupe Gilbert                              | 2 j 20 h 37 min 22 s | 1 h 53 min 37 s | 26 min 03 s     | 7,14              | 564,69             |
| 8e       | Erwan Le Draoulec      | Skipper Macif 2020                          | 2 j 20 h 39 min 56 s | 1 h 56 min 11 s | 2 min 34 s      | 7,14              | 563,46             |
| 9e       | Eric Peron             | Gardons la vue                              | 2 j 20 h 44 min 01 s | 2 h 00 min 16 s | 4 min 05 s      | 7,13              | 559,91             |
| 10e      | Corentin Horeau        | Mutuelle Bleue pour l’Institut Curie        | 2 j 20 h 46 min 05 s | 2 h 02 min 20 s | 2 min 04 s      | 7,13              | 557,96             |
| 11e      | Tanguy Le Turquais     | Queguiner - Innoveo                         | 2 j 21 h 00 min 23 s | 2 h 16 min 38 s | 14 min 18 s     | 7,10              | 564,48             |
| 12e      | Élodie Bonafous        | Bretagne - CMB Océane                       | 2 j 21 h 00 min 33 s | 2 h 16 min 48 s | 10 s            | 7,10              | 559,31             |
| 13e      | Martin Le Pape         | Gardons la vue                              | 2 j 21 h 06 min 16 s | 2 h 22 min 31 s | 5 min 43 s      | 7,09              | 560,53             |
| 14e      | Xavier Macaire         | Groupe SNEF                                 | 2 j 21 h 07 min 55 s | 2 h 24 min 10 s | 1 min 39 s      | 7,09              | 569,33             |
| 15e      | Alexis Thomas          | La Charente Maritime                        | 2 j 21 h 12 min 28 s | 2 h 28 min 43 s | 4 min 33 s      | 7,08              | 590,70             |
| 16e      | Alan Roberts           | Seacat Services                             | 2 j 21 h 16 min 07 s | 2 h 32 min 22 s | 3 min 39 s      | 7,07              | 564,58             |
| 17e      | Pierre Leboucher       | GUYOT environnement - Ruban Rose            | 2 j 21 h 33 min 28 s | 2 h 49 min 43 s | 17 min 21 s     | 7,04              | 567,10             |
| 18e      | Philippe Hartz         | Marine nationale - Fondation de la mer      | 2 j 22 h 01 min 19 s | 3 h 17 min 34 s | 27 min 51 s     | 7,00              | 569,69             |
| 19e      | Pep Costa              | Cybelle Vacances Team Play To B             | 2 j 22 h 14 min 15 s | 3 h 30 min 30 s | 12 min 56 s     | 6,98              | 567,17             |
| 20e      | Maël Garnier           | Ageas Team - Baie de Saint Brieuc           | 2 j 22 h 15 min 24 s | 3 h 31 min 39 s | 1 min 09 s      | 6,97              | 566,07             |
| 21e      | Nils Palmieri          | Teamwork                                    | 2 j 22 h 15 min 51 s | 3 h 32 min 06 s | 27 s            | 6,97              | 575,41             |
| 22e      | Tom Dolan              | Smurfit Kappa - Kingspan                    | 2 j 22 h 18 min 43 s | 3 h 34 min 58 s | 2 min 52 s      | 6,97              | 569,69             |
| 23e      | Robin Marais           | Ma chance moi aussi                         | 2 j 22 h 42 min 52 s | 3 h 59 min 07 s | 24 min 09 s     | 6,93              | 579,50             |
| 24e      | Violette Dorange       | Devenir                                     | 2 j 22 h 43 min 28 s | 3 h 59 min 43 s | 36 s            | 6,93              | 573,49             |
| 25e      | Arthur Hubert          | MonAtoutEnergie.fr                          | 2 j 22 h 53 min 32 s | 4 h 09 min 47 s | 10 min 04 s     | 6,91              | 571,45             |
| 26e      | Benoît Mariette        | Génération Sénoriales                       | 2 j 23 h 04 min 11 s | 4 h 20 min 26 s | 10 min 39 s     | 6,89              | 571,90             |
| 27e      | Charlotte Yven         | Team Vendée Formation                       | 2 j 23 h 04 min 22 s | 4 h 20 min 37 s | 11 s            | 6,89              | 580,31             |
| 28e      | Jules Delpech          | Orcom                                       | 2 j 23 h 06 min 35 s | 4 h 22 min 50 s | 2 min 13 s      | 6,89              | 579,27             |
| 29e      | Damien Cloarec         | Saferail                                    | 2 j 23 h 15 min 35 s | 4 h 31 min 50 s | 9 min 00 s      | 6,88              | 529,79             |
| 30e      | Estelle Greck          | Respimer                                    | 2 j 23 h 51 min 57 s | 5 h 08 min 12 s | 36 min 22 s     | 6,82              | 577,32             |
| 31e      | Marc Mallaret          | CTB - Contrôles techniques bateaux          | 3 j 00 h 16 min 30 s | 5 h 32 min 45 s | 24 min 33 s     | 6,78              | 578,59             |
| 32e      | David Paul             | Just a drop                                 | 3 j 01 h 23 min 23 s | 6 h 39 min 38 s | 1 h 06 min 53 s | 6,68              | 583,01             |
| 33e      | Francesca Clapcich     | Fearless - State Street Marathon Sailing    | 3 j 01 h 35 min 52 s | 6 h 52 min 07 s | 12 min 29 s     | 6,66              | 592,93             |
| 34e      | Jess Fielding          | Opportunity - State Street Marathon Sailing | 3 j 03 h 52 min 22 s | 9 h 08 min 37 s | 2 h 16 min 30 s | 6,46              | 590,89             |

### Troisième étape
La troisième étape s'est déroulée du 5 au 9 septembre, entre Fécamp et la Baie de Morlaix (Roscoff) par l’île de Wight et Saint-Govan, sur une distance de 624 milles.

#### Classement
Les données suivantes viennent en partie du site officiel de la course.
| Position | Navigateur navigatrice | Bateau                                      | Durée de course                | Écart 1er       | Écart précédent | Vitesse théorique | Distance parcourue |
| -------- | ---------------------- | ------------------------------------------- | ------------------------------ | --------------- | --------------- | ----------------- | ------------------ |
| 1er      | Pierre Quiroga         | Skipper Macif 2019                          | 3 j 23 h 59 min 54 s           |                 |                 | 6,50              | 680,67             |
| 2e       | Alexis Loison          | Region Normandie                            | 4 j 00 h 07 min 58 s           | 8 min 04 s      | 8 min 04 s      | 6,49              | 679,01             |
| 3e       | Alan Roberts           | Seacat Services                             | 4 j 00 h 14 min 00 s           | 14 min 06 s     | 6 min 02 s      | 6,48              | 684,45             |
| 4e       | Xavier Macaire         | Groupe SNEF                                 | 4 j 00 h 16 min 43 s           | 16 min 49 s     | 2 min 43 s      | 6,48              | 676,96             |
| 5e       | Corentin Horeau        | Mutuelle Bleue pour l’Institut Curie        | 4 j 00 h 23 min 35 s           | 23 min 41 s     | 6 min 52 s      | 6,47              | 680,85             |
| 6e       | Eric Peron             | Gardons la vue                              | 4 j 00 h 40 min 47 s           | 40 min 53 s     | 17 min 12 s     | 6,45              | 684,49             |
| 7e       | Fabien Delahaye        | Groupe Gilbert                              | 4 j 00 h 51 min 17 s           | 51 min 23 s     | 10 min 30 s     | 6,44              | 682,77             |
| 8e       | Tom Laperche           | Bretagne - CMB Performance                  | 4 j 00 h 55 min 38 s           | 55 min 44 s     | 4 min 21 s      | 6,44              | 678,48             |
| 9e       | Gaston Morvan          | Bretagne - CMB Espoir                       | 4 j 00 h 57 min 52 s           | 57 min 58 s     | 2 min 14 s      | 6,44              | 678,52             |
| 10e      | Martin Le Pape         | Gardons la vue                              | 4 j 01 h 01 min 18 s           | 1 h 01 min 18 s | 3 min 26 s      | 6,43              | 672,03             |
| 11e      | Violette Dorange       | Devenir                                     | 4 j 01 h 09 min 13 s           | 1 h 09 min 19 s | 7 min 55 s      | 6,42              | 675,44             |
| 12e      | Jules Delpech          | Orcom                                       | 4 j 01 h 21 min 51 s           | 1 h 21 min 57 s | 12 min 38 s     | 6,41              | 675,17             |
| 13e      | Erwan Le Draoulec      | Skipper Macif 2020                          | 4 j 01 h 38 min 27 s           | 1 h 38 min 33 s | 16 min 36 s     | 6,39              | 684,37             |
| 14e      | Gildas Mahé            | Breizh Cola                                 | 4 j 01 h 53 min 35 s           | 1 h 53 min 41 s | 15 min 08 s     | 6,37              | 680,57             |
| 15e      | Arthur Hubert          | MonAtoutEnergie.fr                          | 4 j 01 h 53 min 37 s           | 1 h 53 min 43 s | 02 s            | 6,37              | 691,73             |
| 16e      | Élodie Bonafous        | Bretagne - CMB Océane                       | 4 j 01 h 56 min 10 s           | 1 h 56 min 16 s | 2 min 33 s      | 6,37              | 682,16             |
| 17e      | Damien Cloarec         | Saferail                                    | 4 j 03 h 03 min 47 s           | 3 h 03 min 53 s | 1 h 07 min 37 s | 6,30              | 676,90             |
| 18e      | Achille Nebout         | Primeo Energie - Amarris                    | 4 j 03 h 11 min 06 s           | 3 h 11 min 12 s | 7 min 19 s      | 6,29              | 686,83             |
| 19e      | Tom Dolan              | Smurfit Kappa - Kingspan                    | 4 j 03 h 13 min 03 s           | 3 h 13 min 09 s | 1 min 57 s      | 6,29              | 675,14             |
| 20e      | Tanguy Le Turquais     | Queguiner - Innoveo                         | 4 j 03 h 13 min 28 s           | 3 h 13 min 34 s | 25 s            | 6,29              | 682,66             |
| 21e      | Philippe Hartz         | Marine nationale - Fondation de la mer      | 4 j 03 h 14 min 53 s           | 3 h 14 min 59 s | 1 min 25 s      | 6,29              | 676,63             |
| 22e      | Pep Costa              | Cybelle Vacances Team Play To B             | 4 j 03 h 39 min 04 s           | 3 h 39 min 10 s | 24 min 11 s     | 6,26              | 682,86             |
| 23e      | Robin Marais           | Ma chance moi aussi                         | 4 j 03 h 17 min 05 s (+30 min) | 3 h 47 min 11 s | 8 min 01 s      | 6,28              | 682,54             |
| 24e      | Benoît Mariette        | Génération Sénoriales                       | 4 j 03 h 47 min 20 s           | 3 h 47 min 26 s | 15 s            | 6,25              | 691,67             |
| 25e      | Marc Mallaret          | CTB - Contrôles techniques bateaux          | 4 j 03 h 50 min 22 s           | 3 h 50 min 28 s | 3 min 02 s      | 6,25              | 698,47             |
| 26e      | Pierre Leboucher       | GUYOT environnement - Ruban Rose            | 4 j 03 h 52 min 10 s           | 3 h 52 min 16 s | 1 min 48 s      | 6,25              | 691,67             |
| 27e      | Alexis Thomas          | La Charente Maritime                        | 4 j 03 h 56 min 25 s           | 3 h 56 min 31 s | 4 min 15 s      | 6,24              | 690,86             |
| 28e      | Nils Palmieri          | Teamwork                                    | 4 j 04 h 03 min 25 s           | 4 h 03 min 31 s | 7 min 00 s      | 6,24              | 673,39             |
| 29e      | Estelle Greck          | Respimer                                    | 4 j 05 h 19 min 11 s           | 5 h 19 min 11 s | 1 h 15 min 40 s | 6,16              | 686,62             |
| 30e      | Maël Garnier           | Ageas Team - Baie de Saint Brieuc           | 4 j 05 h 21 min 26 s           | 5 h 21 min 32 s | 2 min 21 s      | 6,16              | 682,63             |
| 31e      | Jess Fielding          | Opportunity - State Street Marathon Sailing | 4 j 05 h 23 min 00 s           | 5 h 23 min 06 s | 1 min 34 s      | 6,15              | 680,71             |
| 32e      | Francesca Clapcich     | Fearless - State Street Marathon Sailing    | 4 j 05 h 43 min 04 s           | 5 h 43 min 10 s | 20 min 04 s     | 6,13              | 711,02             |
| 33e      | David Paul             | Just a drop                                 | 4 j 05 h 47 min 48 s           | 5 h 47 min 54 s | 4 min 44 s      | 6,13              | 698,06             |
| 34e      | Charlotte Yven         | Team Vendée Formation                       | Abandon                        |                 |                 |                   |                    |

### Quatrième étape
La quatrième étape s'est déroulée du 12 au 17 septembre, entre la Baie de Morlaix (Roscoff) et Saint-Nazaire par les îles Scilly et le Phare du Fastnet, sur une distance de 685 milles.

#### Classement
Les données suivantes viennent en partie du site officiel de la course.
| Position | Navigateur navigatrice | Bateau                                      | Durée de course                | Écart 1er        | Écart précédent | Vitesse théorique | Distance parcourue |
| -------- | ---------------------- | ------------------------------------------- | ------------------------------ | ---------------- | --------------- | ----------------- | ------------------ |
| 1er      | Pierre Leboucher       | GUYOT environnement - Ruban Rose            | 4 j 05 h 13 min 22 s           |                  |                 | 6,77              | 781,91             |
| 2e       | Xavier Macaire         | Groupe SNEF                                 | 4 j 05 h 18 min 08 s           | 4 min 46 s       | 4 min 46 s      | 6,76              | 772,83             |
| 3e       | Tom Dolan              | Smurfit Kappa - Kingspan                    | 4 j 05 h 29 min 38 s           | 16 min 16 s      | 11 min 30 s     | 6,75              | 766,92             |
| 4e       | Gildas Mahé            | Breizh Cola                                 | 4 j 05 h 32 min 05 s           | 18 min 43 s      | 2 min 27 s      | 6,75              | 784,99             |
| 5e       | Fabien Delahaye        | Groupe Gilbert                              | 4 j 05 h 36 min 36 s           | 23 min 14 s      | 4 min 31 s      | 6,74              | 782,43             |
| 6e       | Martin Le Pape         | Gardons la vue                              | 4 j 05 h 44 min 12 s           | 30 min 50 s      | 7 min 36 s      | 6,73              | 789,25             |
| 7e       | Tanguy Le Turquais     | Queguiner - Innoveo                         | 4 j 05 h 46 min 27 s           | 33 min 05 s      | 2 min 15 s      | 6,73              | 789,70             |
| 8e       | Erwan Le Draoulec      | Skipper Macif 2020                          | 4 j 05 h 51 min 54 s           | 38 min 32 s      | 5 min 27 s      | 6,72              | 792,02             |
| 9e       | Pierre Quiroga         | Skipper Macif 2019                          | 4 j 06 h 23 min 30 s           | 1 h 10 min 08 s  | 31 min 36 s     | 6,69              | 784,58             |
| 10e      | Tom Laperche           | Bretagne - CMB Performance                  | 4 j 06 h 24 min 15 s           | 1 h 10 min 53 s  | 0 min 45 s      | 6,69              | 793,29             |
| 11e      | Alan Roberts           | Seacat Services                             | 4 j 06 h 27 min 05 s           | 1 h 13 min 43 s  | 2 min 50 s      |                   | 790,82             |
| 12e      | Élodie Bonafous        | Bretagne - CMB Océane                       | 4 j 06 h 37 min 05 s           | 1 h 23 min 43 s  | 10 min 00 s     |                   | 797,26             |
| 13e      | Gaston Morvan          | Bretagne - CMB Espoir                       | 4 j 06 h 53 min 13 s           | 1 h 39 min 51 s  | 16 min 08 s     |                   | 797,40             |
| 14e      | Pep Costa              | Cybelle Vacances Team Play To B             | 4 j 07 h 01 min 10 s           | 1 h 47 min 48 s  | 7 min 57 s      |                   | 790,05             |
| 15e      | Francesca Clapcich     | Fearless - State Street Marathon Sailing    | 4 j 07 h 08 min 12 s           | 1 h 54 min 50 s  | 7 min 02 s      |                   | 797,03             |
| 16e      | Alexis Loison          | Region Normandie                            | 4 j 07 h 01 min 45 s (+ 7 min) | 1 h 55 min 23 s  | 33 s            |                   | 800,76             |
| 17e      | Nils Palmieri          | Teamwork                                    | 4 j 07 h 24 min 22 s           | 2 h 11 min 00 s  | 15 min 37 s     |                   | 793,26             |
| 18e      | Estelle Greck          | Respimer                                    | 4 j 07 h 38 min 35 s           | 2 h 25 min 13 s  | 14 min 13 s     |                   | 796,51             |
| 19e      | Corentin Horeau        | Mutuelle Bleue pour l’Institut Curie        | 4 j 07 h 42 min 50 s           | 2 h 29 min 28 s  | 4 min 15 s      |                   | 806,90             |
| 20e      | Alexis Thomas          | La Charente Maritime                        | 4 j 07 h 43 min 30 s           | 2 h 30 min 08 s  | 40 s            |                   | 796,29             |
| 21e      | Violette Dorange       | Devenir                                     | 4 j 07 h 43 min 58 s           | 2 h 30 min 36 s  | 28 s            |                   | 799,25             |
| 22e      | Benoît Mariette        | Génération Sénoriales                       | 4 j 08 h 05 min 49 s           | 2 h 52 min 27 s  | 21 min 51 s     |                   | 797,00             |
| 23e      | Achille Nebout         | Primeo Energie - Amarris                    | 4 j 08 h 12 min 55 s           | 2 h 59 min 33 s  | 7 min 06 s      |                   | 800,77             |
| 24e      | Eric Peron             | Gardons la vue                              | 4 j 08 h 30 min 53 s           | 3 h 17 min 31 s  | 17 min 58 s     |                   | 796,28             |
| 25e      | Damien Cloarec         | Saferail                                    | 4 j 08 h 41 min 29 s           | 3 h 28 min 07 s  | 10 min 36 s     |                   | 793,03             |
| 26e      | Maël Garnier           | Ageas Team - Baie de Saint Brieuc           | 4 j 08 h 42 min 02 s           | 3 h 28 min 40 s  | 33 s            |                   | 814,72             |
| 27e      | Arthur Hubert          | MonAtoutEnergie.fr                          | 4 j 09 h 01 min 23 s           | 3 h 48 min 01 s  | 19 min 21 s     |                   | 803,15             |
| 28e      | Robin Marais           | Ma chance moi aussi                         | 4 j 18 h 13 min 08 s (+30 min) | 13 h 29 min 46 s | 9 h 41 min 45 s |                   | 790,46             |
| 29e      | Marc Mallaret          | CTB - Contrôles techniques bateaux          | 4 j 19 h 14 min 28 s (+7 min)  | 14 h 08 min 06 s | 38 min 20 s     |                   | 798,30             |
| 30e      | Charlotte Yven         | Team Vendée Formation                       | 4 j 20 h 55 min 25 s           | 15 h 42 min 03 s | 1 h 33 min 57 s |                   | 794,63             |
| 31e      | David Paul             | Just a drop                                 | 4 j 21 h 22 min 57 s (+7 min)  | 16 h 16 min 35 s | 34 min 32 s     |                   | 793,20             |
| 32e      | Jules Delpech          | Orcom                                       | 4 j 22 h 17 min 50 s           | 17 h 04 min 28 s | 47 min 53 s     |                   | 766,32             |
| 33e      | Philippe Hartz         | Marine nationale - Fondation de la mer      |                                |                  |                 |                   | 813,46             |
| 34e      | Jess Fielding          | Opportunity - State Street Marathon Sailing |                                |                  |                 |                   |                    |

## Classement général
Les données suivantes viennent du site officiel de la course.
| Rang | Navigateur navigatrice | Bateau                                      | Temps cumulé          | Écart au 1er         | Écart au précédent |
| ---- | ---------------------- | ------------------------------------------- | --------------------- | -------------------- | ------------------ |
| 1er  | Pierre Quiroga         | Skipper Macif 2019                          | 14 j 16 h 24 min 45 s |                      |                    |
| 2e   | Xavier Macaire         | Groupe SNEF                                 | 14 j 17 h 13 min 07 s | 48 min 22 s          | 48 min 22 s        |
| 3e   | Tom Laperche           | Bretagne - CMB Performance                  | 14 j 18 h 58 min 22 s | 2 h 33 min 37 s      | 1 h 45 min 15 s    |
| 4e   | Alexis Loison          | Region Normandie                            | 14 j 19 h 57 min 53 s | 3 h 33 min 08 s      | 59 min 31 s        |
| 5e   | Fabien Delahaye        | Groupe Gilbert                              | 14 j 19 h 58 min 43 s | 3 h 33 min 58 s      | 50 s               |
| 6e   | Gildas Mahé            | Breizh Cola                                 | 14 j 20 h 01 min 27 s | 3 h 36 min 42 s      | 2 min 44 s         |
| 7e   | Gaston Morvan          | Bretagne - CMB Espoir                       | 14 j 20 h 43 min 50 s | 4 h 19 min 05 s      | 42 min 23 s        |
| 8e   | Corentin Horeau        | Mutuelle Bleue pour l’Institut Curie        | 14 j 20 h 59 min 14 s | 4 h 34 min 29 s      | 15 min 24 s        |
| 9e   | Martin Le Pape         | Gardons la vue                              | 14 j 21 h 04 min 10 s | 4 h 39 min 25 s      | 4 min 56 s         |
| 10e  | Erwan Le Draoulec      | Skipper Macif 2020                          | 14 j 21 h 21 min 54 s | 4 h 57 min 09 s      | 17 min 44 s        |
| 11e  | Alan Roberts           | Seacat Services                             |                       |                      |                    |
| 12e  | Élodie Bonafous        | Bretagne - CMB Océane                       |                       |                      |                    |
| 13e  | Pierre Leboucher       | GUYOT environnement - Ruban Rose            |                       |                      |                    |
| 14e  | Tanguy Le Turquais     | Queguiner - Innoveo                         |                       |                      |                    |
| 15e  | Eric Peron             | Gardons la vue                              |                       |                      |                    |
| 16e  | Tom Dolan              | Smurfit Kappa - Kingspan                    |                       |                      |                    |
| 17e  | Achille Nebout         | Primeo Energie - Amarris                    |                       |                      |                    |
| 18e  | Alexis Thomas          | La Charente Maritime                        |                       |                      |                    |
| 19e  | Violette Dorange       | Devenir                                     |                       |                      |                    |
| 20e  | Nils Palmieri          | Teamwork                                    |                       |                      |                    |
| 21e  | Pep Costa              | Cybelle Vacances Team Play To B             |                       |                      |                    |
| 22e  | Arthur Hubert          | MonAtoutEnergie.fr                          |                       |                      |                    |
| 23e  | Damien Cloarec         | Saferail                                    |                       |                      |                    |
| 24e  | Estelle Greck          | Respimer                                    |                       |                      |                    |
| 25e  | Francesca Clapcich     | Fearless - State Street Marathon Sailing    |                       |                      |                    |
| 26e  | Maël Garnier           | Ageas Team - Baie de Saint Brieuc           |                       |                      |                    |
| 27e  | Benoît Mariette        | Génération Sénoriales                       |                       |                      |                    |
| 28e  | Robin Marais           | Ma chance moi aussi                         |                       |                      |                    |
| 29e  | Jules Delpech          | Orcom                                       |                       |                      |                    |
| 30e  | Philippe Hartz         | Marine nationale - Fondation de la mer      |                       |                      |                    |
| 31e  | Marc Mallaret          | CTB - Contrôles techniques bateaux          |                       |                      |                    |
| 32e  | Charlotte Yven         | Team Vendée Formation                       |                       |                      |                    |
| 33e  | David Paul             | Just a drop                                 |                       |                      |                    |
| 34e  | Jess Fielding          | Opportunity - State Street Marathon Sailing | 16 j 10 h 31 min 06 s | 1 j 18 h 06 min 21 s | 5 h 43 min 14 s    |